# Fort Johnson (Carolina del Sud)
Fort Johnson è stato un forte storico della Carolina del Sud, eretto nel 1704 in difesa del porto di Charleston, oggi non più esistente e inserito nel National Register of Historic Places.

## Storia
Fort Johnson venne costruito per la prima volta durante l'epoca coloniale, nel 1704, su James Island al largo di Charleston, probabilmente sul sito di qualche fortificazione preesistente, e venne così chiamato in onore del governatore sir Nathaniel Johnson. L'ambiente oceanico causava una grande usura delle fortificazioni, che quindi dovevano essere periodicamente ricostruite: un secondo forte di forma triangolare venne eretto nel 1759, succeduto poi da un terzo nel 1794.
Il primo conflitto in cui fu impegnato fu la guerra d'indipendenza americana: nel 1775 venne catturato dagli statunitensi di William Moultrie, che fece quindi sventolare su Fort Johnson per la prima volta in assoluto la bandiera della Carolina del Sud. Rimasto inattivo per il resto della guerra, il sito venne visitato da George Washington nel 1791.
Fort Johnson venne espanso durante tutta la prima metà del XIX secolo: nel 1812 vennero aggiunte due nuove batterie di cannoni, tuttavia distrutte da un uragano l'anno successivo; a seguito di studi mirati, nel 1821 vennero costruiti due nuovi alloggi per i soldati e nel 1827 una torre d'osservazione.

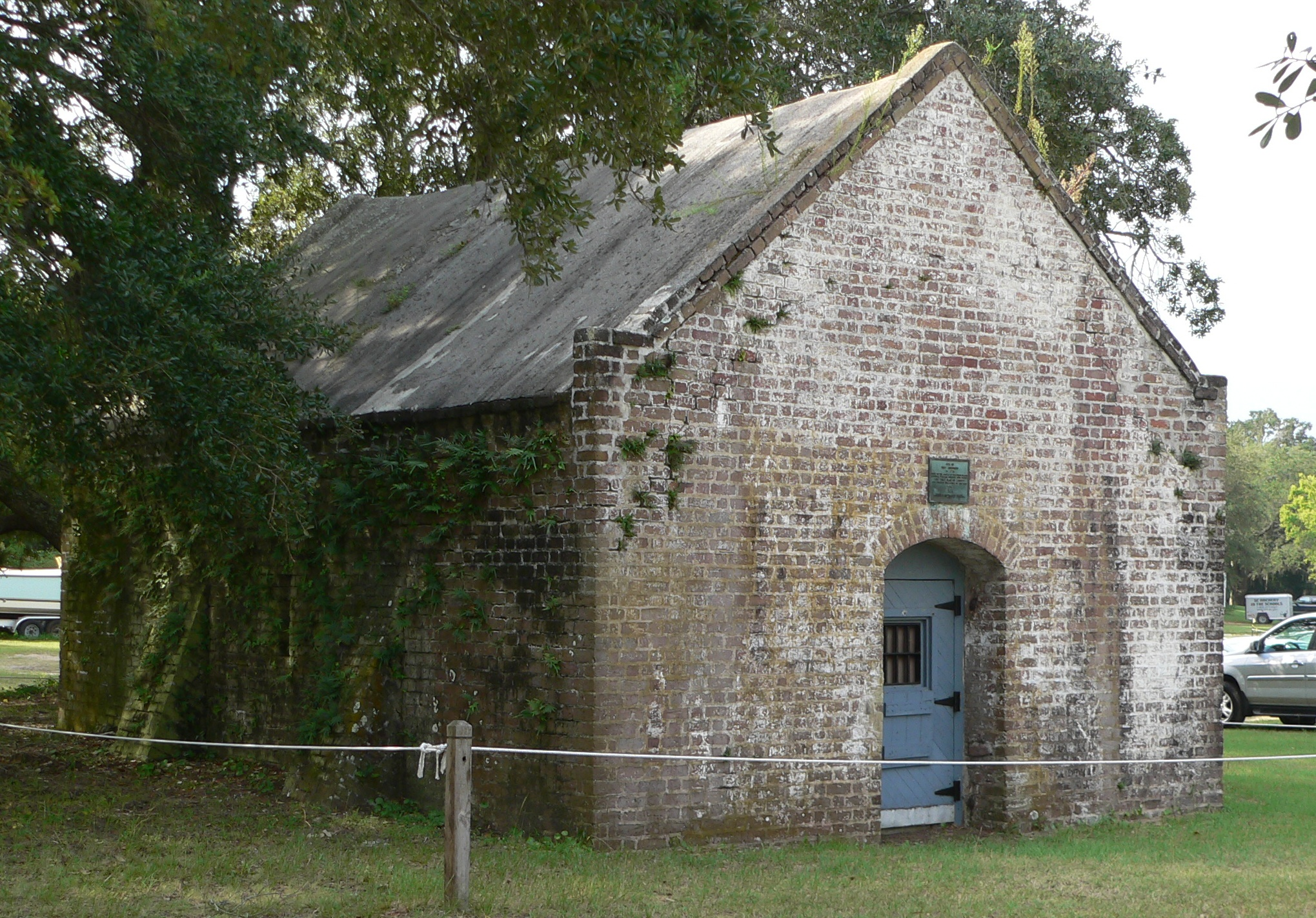
Il magazzino superstite di Fort Johnson (fotografia del 2011)

Alla vigilia della guerra civile americana Fort Johnson divenne nuovamente importante, ulteriormente rafforzato per partecipare al bombardamento di Fort Sumter. In particolare il suo comandante George S. James si distinse per aver sparato il primo colpo della guerra nella notte del 12 aprile 1861 (in realtà una semplice scarica di segnalazione).
Utilizzato dagli Stati Confederati d'America fino al 1865, quando i sudisti erano in procinto di essere sconfitti abbandonarono il forte, non rioccupato dagli unionisti dopo il termine delle ostilità e lasciato quindi andare in rovina. Solo nel 1961, durante alcuni scavi archeologici, è stato scoperto uno dei magazzini settecenteschi in mattoni del secondo forte, completamente sotterrato dai confederati e per questo perfettamente preservato. Nel 1972 quindi i resti del forte sono stati inseriti nel National Register of Historic Places al fine di favorirne la conservazione.